# Unterjoch (Gemeinde Bad Goisern)
Unterjoch ist eine Ortschaft der Marktgemeinde Bad Goisern am Hallstättersee in Oberösterreich.
Die Ortschaft befindet sich westlich von Bad Goisern in Hanglage und liegt unterhalb des Mühlkogels und der Jochwand.
Im Jahr 1892 errichtete Adolf Conradi, Besitzer der Minathaler Baumwoll-Garn-Spinnerei bei Markt Piesting, eine Villa, die er an das Altersversorgungsheim Goisern vererbte. Im Lauf der Zeit entwickelte sich aus der Villa das sogenannte Parksanatorium, das heute als Kur- und Erholungsheim Hanuschhof bekannt ist.